# АЭС Санта-Мария-де-Гаронья
АЭС Санта-Мария-де-Гаронья (исп. Central nuclear Santa María de Garoña) — атомная электростанция на севере Испании, окончательно остановлена 2 августа 2017 года.
АЭС расположена на берегу реки Эбро возле городка Санта-Мария-де-Гаронья (исп.) в муниципалитете Валье-де-Тобалина провинции Бургос в 58 км на юго-запад от города Витория-Гастейс.
В состав АЭС входит один реактор типа BWR (кипящий водяной реактор) компании General Electric мощностью 466 МВт.
АЭС была открыта в 1971 году. Вывод из эксплуатации АЭС должен был произойти 5 июля 2009 года, если бы действие лицензии по продлению срока службы не было возобновлено. Компания Nuclenor (исп.) — оператор АЭС — добилась продления на 10 лет, которое было поддержано Советом по ядерной безопасности Испании (исп.), несмотря на политику Испании по поэтапному отказу от ядерной энергетики. 2 июля 2009 года Министерство промышленности, туризма и торговли пошло на компромисс, продлив действие лицензии оператора АЭС на дополнительные четыре года

## Информация об энергоблоках
| Энергоблок             | Тип реакторов | Мощность | Мощность | Начало строительства | Физпуск    | Подключение к сети | Ввод в эксплуатацию | Закрытие   |
| Энергоблок             | Тип реакторов | Чистый   | Брутто   | Начало строительства | Физпуск    | Подключение к сети | Ввод в эксплуатацию | Закрытие   |
| ---------------------- | ------------- | -------- | -------- | -------------------- | ---------- | ------------------ | ------------------- | ---------- |
| Санта-Мария-де-Гаронья | BWR-3         | 446 МВт  | 466 МВт  | 01.09.1966           | 05.11.1970 | 02.03.1971         | 11.05.1971          | 06.07.2013 |